# Украјинска католичка црква Васкрсења у Дофену
Украјинска католичка црква Васкрсења у Дофену (енгл. Ukrainian Catholic Church of the Resurrection) једна је од неколико цркава у овом граду у покрајини Манитоба, Канада. Црква је изграђена између 1936. и 1939. године добровољним прилозима бројних досељеника католочке вероисповести из Украјине, који су се на шири простор области Паркланда, настанили с краја 19. и у првој половини 20. века. Дизајниран као традиционална Украјинска цркава византијског стила, данас је, једна од локалних туристичких знаменитост и културно наслеђе канадских-украјинаца, на овом простору Северне Америке.

## Историјат
Као резултат друштвених и духовних превирања која су у 19. веку прохујала канадском преријом, основана је украјинско-канадска заједница. Прво Украјинско насеље у Манитоби основано је 1896. године, на подручју Трембовла (Trembowla) дуж реке Дрифтинг, у руралној општини Дофен. У њему је била и једна од већих концентрација Украјинаца у Канади.
Током првих деценија 1900-тих, претежно сеоско и пољопривредно насеље Дофен постепено је еволуиро у све већу насобину, која је све више мењала свој национални састав како су се, након првих Украјински пионира и њихове деце, досељавало из постојбине Украјине или са других простара Канаде све више Украјинаца који су запоседали пољопривредне поседе показујући тиме све већу заинтересованост за живот у општини Дофен, која је, у том периоду, још увек у великој мери била англо-канадска заједница.
Прва Украјинска католичка црква, званично је отворена 1917. године, у згради која је служила као англиканска црква у раном периоду рзвоја Дофена. У њој је прву службу обавио отац Krakiwski, затим следе отац Andruchowich и отац Pasichnyk. Украјинска Православна црква у том периоду била је у процесу организовања са  осталим цркава у Дофену, који се завршио једну деценију касније.
Прва црквене грађевина Украјинаца, католочке вероисповести, грађена је у Дофену између 1936. и 1939. године, у време велике економске кризе која је владала Сеаверном Америком, са непоколебљивом вером у успех живљења на овом простору. Грађевина ће временом постати обележје јаког културног идентитета велике украјинске заједнице, у општини Дофен и шире, све до данашњих дана.
Године 1990, парохија је изградила нову цркву, али и даље поштују своју архитектонску баштину и чува Украјинску католичку цркву Васкрсења као знаменитост, која наставља да служи заједници за различите културне активности.

## Стање заштите
И поред тога што је данас црква отворена само повремено, у посебним случајевима, она наставља да игра важну улогу, као визуелни симбол преријског пејзажа и туристичка знаменитост у окружењу општине Дофен, и једна од малобројних историјских грађевина из периода оснивања једне од првих (већих) украјинских заједница у Манитоби.
Након отварања нове Украјинске католичке цркве Васкрсења,само сто метара западно од ње, црква је помало препуштена зубу времена, тако да је добар део прозорских оквира оштећен а разнобојна стакла поломљен и замењен дрвеним панелима. Постоје и други знаци недовољног одржавања на фасади цркве и звонику. Стање црквене порте, која се редовно одржава, је задовољавајуће.

## Архитектура и фрескодекорација
Црква Васкрсења у Дофену једна је од последње две преостале грађевине (или како их још зову Преријске катедрале) у Манитоби, коју је дизајнирао католички свештеник, отац Филип Рух (енгл. Father Père Phillip Ruh), самоуки архитекта и припадник украјинске заједнице, који је живео у канадској прерија од 1913. до своје смрти 1962. године. Употребом иновативног и јефтинијег материјала, као што је бетон цигла, малтер, дрво, Рух је остварио занимљиву текстуру и генијалне декоративне ефекте којима је успешно заменио употребу више скупих материјала.
Логично унутрашње решење великог простора цркве који наткриљује високи свод, састоји се од; главних двокрилних улазних врата окренутих према западу и помоћних са јужне стране, припрате (предњег предворја), наоса са широким централним пролазом, бочним отворима и олтаром. Велика многоугаона купола изнад наоса, и чеири мање су са бројним детаљима и одразом небеског свода, који се огледа кроз већи број разнобојних стаклених површина на прозорима са свих страна купола.
Унутрашњи зидови и плафон су раскошно украшени фрескама и декоративним витражима, који иако су у основи рађене под утицајем средњовековног византијског сликарства, опонашају и главне уметничке форме које су се традиционално користиле у украјинским-католичким црквама.
Највећи део унутрашњости живописан је 1954. године од стране црквеног уметника Теодора Барана (Theodore Baran) пореклом из Украјине. Комбинацијом златних листиће са акварелом, у боји брескве, и нијансама пшенице, уметник је постигао веома инспиративни сјај фрескодекорације. Велике Украјинске светитеље, Блажену Девицу и Исуса Христоса, који су приказана на зидовима, олтару и иконостасу, смењују ту и тамо симболи пшенице, сунцокрета, лишћа, анђела, звезда и зраци светлости.

## Историјски, културни и верски значај цркве
Значај Украјинске Цркве Васкрсења, као једне је од малобројних грађевина, у историјском и културном наслеђу Дофена, огледа се у томе што она треба да будуће генерације упознаје и подсећа на пионирске подухвате Украјинских Канађана који су доласком на овај простор у урбаном окружењу, недалеко од места где су се прво населили, изградили, не само лепу верску грађевину, већ су у њу пренели и обележја украјинске духовности, религијске традиције, народних обичаја, уметности и културе.